# Wizz Air Abu Dhabi
Wizz Air Abu Dhabi — бюджетная авиакомпания, базирующаяся в Международном аэропорту Абу-Даби (ОАЭ). Авиакомпания является совместным предприятием с государственной ADQ (ранее Abu Dhabi Developmental Holding Company, ADDH), которому принадлежит 51 процент, а Wizz Air Holdings владеет остальными 49 процентами.  Полёты начались в ноябре 2020 года. На этот момент парк состоял из двух Airbus A321neo.

## История
12 декабря 2019 года Wizz Air было объявлено о создании новой дочерней компании, базирующейся в Международном аэропорту Абу-Даби, которая будет предлагать недорогие рейсы из аэропорта для выхода на растущие рынки по всему Ближнему Востоку, Африке и Индийскому субконтиненту.
В июле 2020 года Wizz Air Abu Dhabi объявила о своей первоначальной сети маршрутов, открывающей 6 пунктов назначения со своей базы в Абу-Даби. 
В интервью Йожеф Варади, генеральный директор Wizz Air, сказал, что парк авиакомпании может вырасти до 100 самолётов в следующие 15 лет. 
15 января 2021 года первый рейс Wizz Air Abu Dhabi вылетел из Абу-Даби в Афины.
14 июля 2025 года было объявлено, что авиакомпания прекратит полёты из Абу-Даби с 1 сентября 2025 года. 

## Маршрутная сеть

Управляется Wizz Air Abu Dhabi.
Выполняется в и из ОАЭ другой дочерней компанией Wizz Air.

По данным на 2021 год, авиакомпания осуществляет рейсы из Абу-Даби (ОАЭ) в следующие города: Алма-Ата, Астана ,(Кувейт), (Казахстан), Ереван (Армения), Будапешт (Венгрия), Бухарест, Клуж-Напока (Румыния), Катовице (Польша), София (Болгария), Ларнака (Кипр), Александрия (Египет), Кутаиси (Грузия), Афины, Салоники (Греция), Тель-Авив (Израиль), Баку (Азербайджан).(Мале) ,(Мальдивы) с 5 октября 2022

## Флот

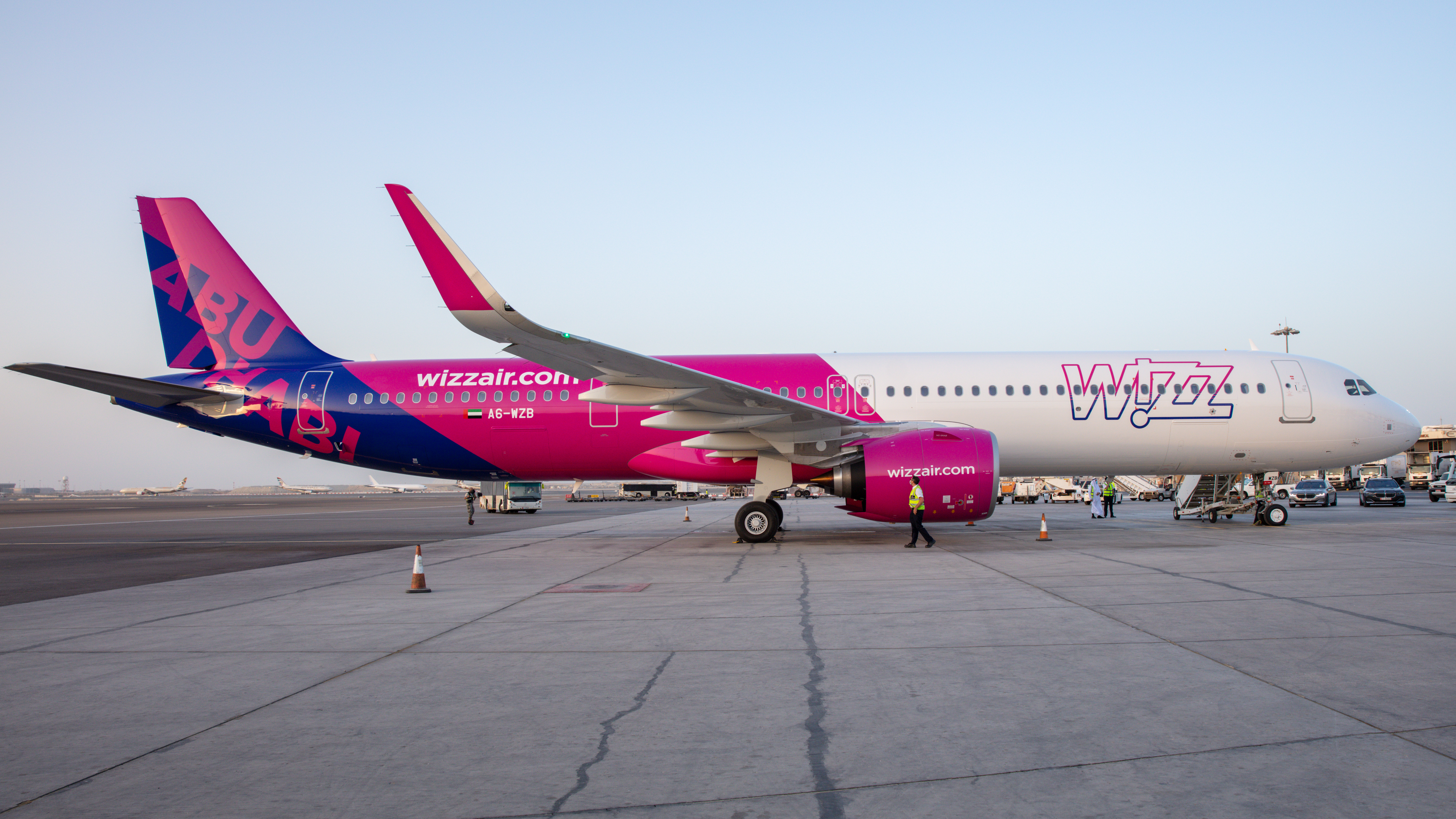
Wizz Air Abu Dhabi A321neo A6-WZB

По состоянию на февраль 2021 года, флот авиакомпании состоит из четырёх Airbus A321neo.